# Estrecho de McClure
El estrecho de McClure  (en inglés, McClure Strait o a veces M'Clure Strait) es un estrecho marino localizado en el archipiélago ártico canadiense, que constituye el extremo más occidental del paso del Noroeste. Administrativamente, sus costas pertenecen a los Territorios del Noroeste, Canadá. 

## Geografía
Las aguas del estrecho conectan el mar de Beaufort, en el oeste, con el Viscount Melville Sound en el este. El estrecho está limitado, al noreste, por las islas de Príncipe Patrick, Eglinton y Melville, y, al suroeste, por la isla de Banks. Tiene una longitud de unos 330 km y una anchura mínima de unos 95 km.
Recorriendo el estrecho de este a oeste, en la margen septentrional, se encuentran, en isla Melville, las costas de la península de Dundas, con los cabos de Hay y Dundas, el profundo golfo de Liddon (entre cabo James Ross y punta Bailey), la bahía de Hardy (entre punta Bailey y cabo Smyth), el cabo Victoria, y luego, la bahía Warrington. Navegando hacia el oeste y dejada atrás isla Melville, se encuentran las aguas del estrecho de Kellet (entre isla Melville e isla Eglinton) y luego las del canal Crozier (entre isla Eglinton e isla del príncipe Patrick). Sigue la costa meridional de isla Patrick, un tramo donde se encuentran la bahía Butter, el Walker Inlet (entre cabo Cam y Mecham), bahía Wolley, punta Domville y, finalmente,  bahía Dyer. 
Recorriendo de nuevo el estrecho, esta vez de oeste a este, en su margen meridional se encuentra la costa septentrional de la isla de Banks. Comienza el estrecho con el cabo Príncipe Alfredo y tras un tramo recto, aparece el cabo Wrottesley, que da paso a una gran bahía, donde en el fondo están las bahías más pequeñas y recogidas de Castel y Mercy; sigue luego el cabo Vessey Hamilton, y tras otro tramo recto, punta Parker y finalmente, el estrecho del Príncipe de Gales, que separa isla Banks de isla Victoria, y que suele considerarse el principio del estrecho por su extremo oriental. 

## Historia
El estrecho fue nombrado así en honor de Robert McClure, un explorador irlandés del Ártico, que fue el primero en navegar por sus aguas.
Dado que el estrecho está crónicamente bloqueado con una gruesa banquisa, por lo general es intransitable para los buques.
En 1954, un rompehielos de EE. UU. logró atravesar el estrecho, por primera vez, abriendo el último obstáculo para establecer por mar una ruta más corta en la región ártica canadiense. En 1969, el SS Manhattan, un petrolero registrado en EE. UU., fue liberado de los hielos por un rompehielos canadiense, y obligado a viajar a través de las aguas territoriales canadienses para completar su pasaje hacia el oeste. Existe una controversia entre Canadá y Estados Unidos sobre las aguas territoriales de las islas del ártico y la aplicación del límite territorial a las 12 millas de la costa. 
El estrecho McClure ha estado completamente abierto (libre de hielo) desde principios de agosto de 2007. La Agencia Espacial Europea informó de que el Paso del Noroeste ha quedado abierto completamente a causa de la fusión del hielo marino, dejando libre una largamente buscada, pero históricamente intransitable, ruta entre Europa y Asia.